# Gradiška (kommun)
Kommunen Gradiška (serbiska: Grad Gradiška, kyrillisk skrift: Град Градишка) är en kommun i Serbiska republiken i norra Bosnien och Hercegovina. Kommunen hade 51 727 invånare vid folkräkningen år 2013, på en yta av 761,62 km².
Av kommunens befolkning är 80,93 % serber, 14,65 % bosniaker, 1,60 % kroater, 0,76 % romer, 0,23 % muslimer och 0,21 % ukrainare (2013).